# Таранченко, Владимир Васильевич
Владимир Васильевич Таранченко (26 июля 1933, Киев, Украинская ССР, СССР — 14 ноября 2019, Киев) — советский, украинский кинооператор. Заслуженный артист Украины (1996). Лауреат Государственной премии СССР (1988).

## Биография
Родился 26 июля 1933 г. в Киеве. Учился во Всесоюзном государственном институте кинематографии (1961-1963).
С 1958 г. — кинооператор студии «Укркинохроника».
Снял фильмы: «Человек и небо» (1964), «Люди над облаками» (1965), «Народный художник Василий Касиян», «Шаг к мужеству» (1968), «Чернобыль. Хроника трудных недель» (1987), «Неизданный альбом» (1990, Приз «Серебряный дракон» МКФ в Кракове, 1991; Приз «Человек в опасности» МКФ, Лодзь, 1991), «Кравчук — сила позиции» (1991), «Годовщина независимости» (1992), «Оглянься с осени» (1993, соавт. сцен, и співреж. с В. Крипченко), «Время скорби и памяти» (1993, в соавт. с Г. Таракановым), «Наш выбор — наша судьба» (1994, в соавт. с В. Крипченко), «50 лет Победы» (1995, в соавт.) и др.
В ноябре 1988 награждён Государственной премией СССР в области литературы, искусства и архитектуры — за документальный публицистический фильм «Чернобыль. Хроника трудных недель», производства Украинской студии хроникально-документальных фильмов.
Член Национального Союза кинематографистов Украины.
Скончался 14 ноября 2019 года в Киеве через три недели после смерти своего лучшего друга и коллеги Виктора Крипченко. Похоронен на Байковом кладбище.

## Награды и звания
- Орден «За заслуги» III степени (10 сентября 2008 года) — за значительный личный вклад в развитие национального киноискусства, весомые достижения в профессиональной деятельности, многолетний плодотворный труд и по случаю Дня украинского кино[2].
- Заслуженный артист Украины (22 августа 1996 года) — за весомый личный вклад в приумножение национальных духовных достижений, высокий профессионализм и по случаю пятой годовщины независимости Украины[3].
- Государственная премия СССР (1988).